# Flexamia surculus
Flexamia surculus är en insektsart som beskrevs av Delong och Sleesman 1929. Flexamia surculus ingår i släktet Flexamia och familjen dvärgstritar. Inga underarter finns listade i Catalogue of Life.